# مسجد يسوع المسيح ابن مريم
مسجد يسوع المسيح ابن مريم هو مسجد يقع في غرب كيرينياغا، مقاطعة كيرينياغا، كينيا.

## التاريخ
بدأ البحث عن الأرض التي يقف عليها المسجد اليوم في 25 سبتمبر 1985 عندما تقدم سكرتير الجمعية الإسلامية المحلية بطلب إلى مفوض الأراضي لبناء مسجد. ومع ذلك، وبعد 12 عامًا من الجهود التي لم تسفر عن نتيجة بين الجمعية والسلطة المحلية، تعاقدت الجمعية مع بنك للتعامل مع الأمر. في عام 2010، انتقلت كنيسة السبتيين إلى نفس قطعة الأرض مدعية أنها ملكهم. وفي النهاية منحت محكمة الأراضي والبيئة المحلية الحق للمجتمع المسلم في الأرض في أكتوبر 2020. أطلقت الجمعية الإسلامية على المسجد المخطط له اسم مسجد يسوع المسيح ابن مريم لإظهار حسن النية للمجتمع المسيحي المحلي بعد النزاع. انتهى بناء المسجد في النهاية وتم افتتاحه في 4 يوليو 2021 في حفل أقيم من قبل العضو التنفيذي لرابطة العالم الإسلامي.

## الهيكل والبناء
المسجد عبارة عن مبنى من طابق واحد يتسع لـ 500 مصلٍ. كما يتكون من مدرسة. وقد تم بناؤه بتكلفة إجمالية قدرها 10... 15 مليون.